# Spenslig murargeting
Spenslig murargeting (Ancistrocerus gazella) är en stekelart som först beskrevs av Georg Wolfgang Franz Panzer 1798. Enligt Catalogue of Life ingår spenslig murargeting i släktet murargetingar och familjen Eumenidae, men enligt Dyntaxa är tillhörigheten istället släktet murargetingar och familjen getingar. Enligt den finländska rödlistan är arten starkt hotad i Finland. Arten är reproducerande i Sverige. Artens livsmiljö är kulturmarker och andra av människan skapade miljöer. Inga underarter finns listade i Catalogue of Life.

## Bildgalleri

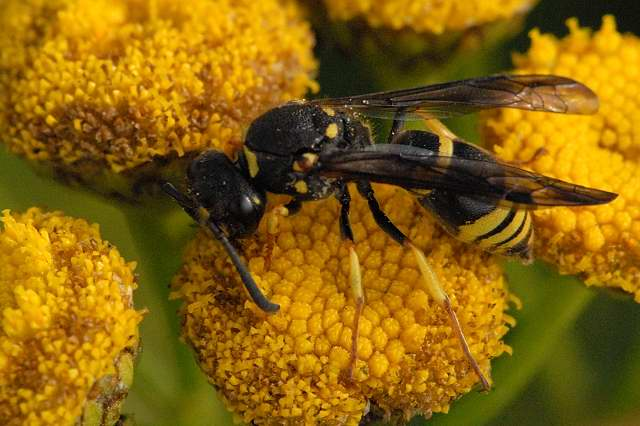
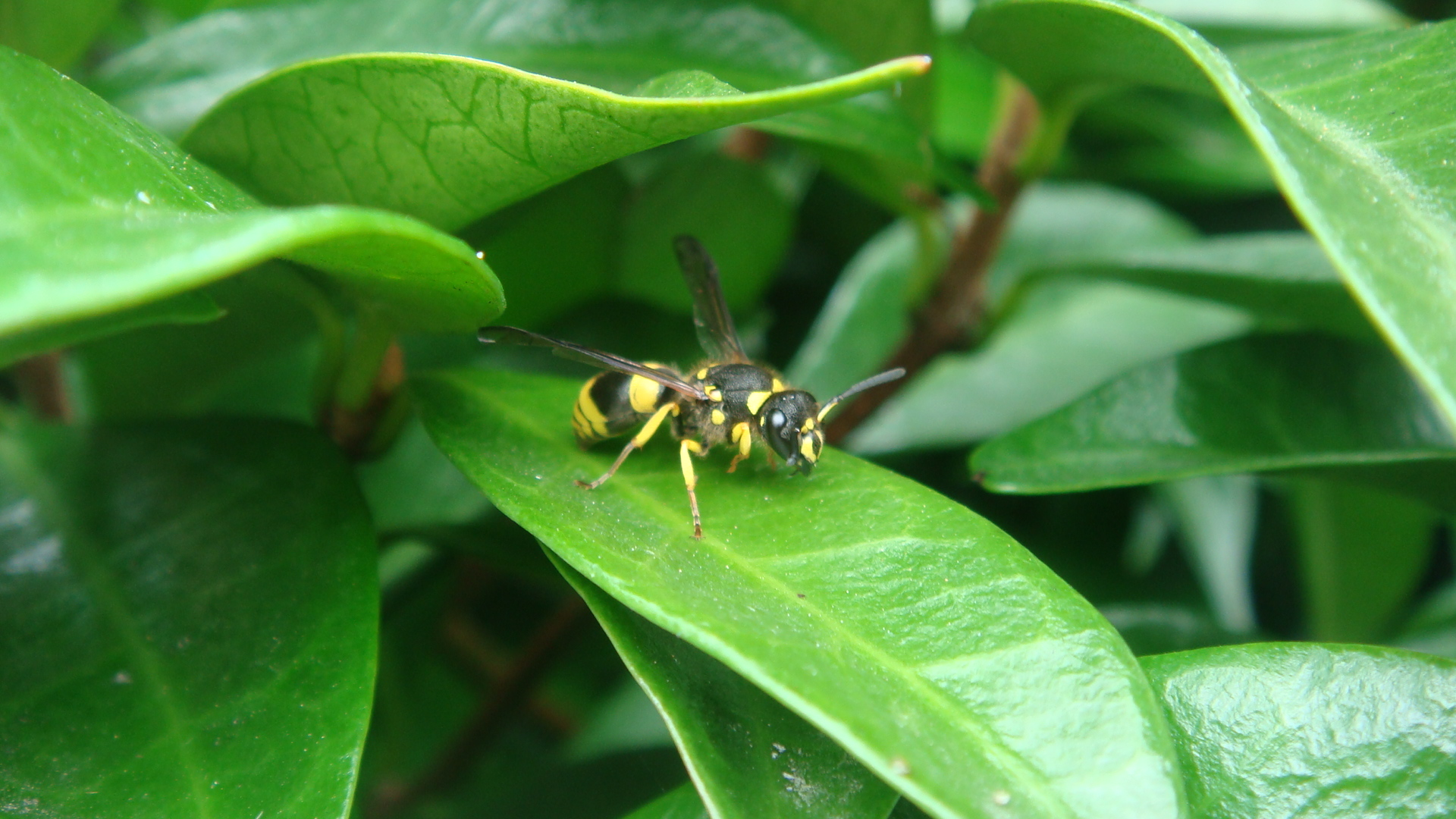